# 槟威大桥
槟威大桥（又称槟城大桥）是位于马来西亚槟城州的跨海大橋，為槟城州的著名地标。这长达13.5公里的大桥连接槟城州的槟岛和对岸的威省（请见图），属于高速路线。在威省，槟威大桥和南北大道北段相接，可直接通往马来西亚半岛西海岸的大小城镇或北上泰国和南下新加坡。 槟威大桥在1985年9月14日正式通车。1985年之前，渡轮是通往槟岛和威省之间的主要交通工具。

## 历史
槟威大桥计划是由第二任首相敦阿都拉萨在1960年代提出。前槟城首席部长林苍祐也曾经在1964年竞选时提出这个概念。1971年，政府基于槟城的经济发展潜力而认为应在槟城和威省之间兴建一座桥梁。1982年，第四任首相马哈迪·莫哈末拍案决定展开这个计划，并由韩国现代公司负责建造。
槟威大桥是一座斜张桥，耗资约八亿令吉，从1982年开始建造，经历3年半后才竣工，并于1985年8月3日由马哈迪正式开幕。
2003年，由于交通流量的偏高，槟威大桥有限公司展开扩建工程，从拥有4条车道扩建至6条车道，2009年8月竣工。

## 出口处

### 威省路段
- EXIT 3601A: 进入南北大道，北上可前往北海、居林、吉打、泰国等地；南下可武吉淡汶、高渊、霹雳、吉隆坡和新加坡等地。
- EXIT 3601B: 进入北赖工业区道路（Jalan Perusahaan Perai），可前往北赖工业区和柔府。

### 槟岛路段
- EXIT 3602A: 进入敦林苍祐大道南部路段，可前往皇后湾广场、峇都茅、峇六拜国际机场、峇六拜第四工业区和第三工业区。
- EXIT 3602B: 进入苏丹阿兹兰莎大道路段，可前往理科大学、牛汝莪、日落洞、峇六拜国际机场和峇六拜工业区。
- EXIT 3602C: 进入敦林苍祐大道北部路段，可前往槟岛市中心。

## 收费
槟威大桥是一座收费大桥。所有从威省前往槟岛的使用者必须根据以下收费表付费。槟城居民或在槟城工作者需向槟威大桥有限公司办事处购买的一触即通卡才可以享用电子收费。2019年1月1日，槟威大桥摩托车道在财政部长林冠英的宣布下正式取消收费。
| 级别   | 交通工具                                              | 现金收费 | 电子收费 |
| ------ | ----------------------------------------------------- | -------- | -------- |
| 第一级 | 摩托车（两轮交通工具）                                | 免费     | 免费     |
| 第二级 | 汽车、吉普车、多用途汽车 拥有托格的摩托车、三轮摩托车 | RM7.00   | RM5.60   |
| 第三级 | 拥有两轴四轮的罗里、巴士、货车                        | RM12.00  | RM9.60   |
| 第四级 | 拥有两轴五轮或六轮的罗里、巴士、货车                  | RM25.00  | RM20.00  |
| 第五级 | 拥有三轴的罗里、巴士、货车                            | RM45.00  | RM36.00  |
| 第六级 | 拥有四轴的罗里、巴士、货车                            | RM60.00  | RM48.00  |
| 第七级 | 拥有五轴或以上的罗里                                  | RM75.00  | RM60.00  |

## 交通限制
由于交通流量在繁忙时间非常大，所有重型交通工具如第四级及以上的罗里在早上6时30分至8时30分之间和下午5时至7时之间都被禁止进入大桥范围。
缓慢交通工具如脚车、起重机、挖掘机、拥有托格的摩托车等在早上6时至凌晨12时之间被禁止进入槟威大桥的范围。

## 特许经营权
1993年，政府和Mekar Idaman签署特许经营合约，让后者经营槟威大桥，有效期從1993年9月30日起至2018年5月31日，约25年。这份合约包括保证无论在任何情况下可以在1998年后每年调涨2%的过路费，而如果政府拒绝调涨，政府必须作出赔偿。
2011年，政府与Mekar Idaman的母公司南北大道有限公司达成协议，槟威大桥将不会调涨，但合约延长至2038年。

## 槟威大桥国际马拉松赛
槟威大桥国际马拉松赛 ( Penang Bridge International Marathon ) 是槟城年度盛事。1986年时，当时比赛的名字为“大桥跑”，跑程是以马来西亚理科大学为起点，经绕过大桥后回到起点，全程21公里。在1990年代敦林苍祐大道也纳入跑程后，才有马拉松比赛。
2008年起，槟威大桥马拉松赛是在皇后湾广场作为起点和终点，参赛人数一年比一年多。 2008年报名参赛人数有1万7000人，2009年报名参赛人数则有1万9000人，2010年报名参赛人数已经达到2万4000人。2011年报名参赛人数更创下2万7500人而被大马记录大全列为“大马数量最多参赛者的最大型马拉松赛”。
槟城政府也宣布2012年槟威大桥马拉松赛将是最后一年举办，并在2013年移师至槟城第二大桥举办；不过基于第二大桥延期竣工，2013年槟城大桥国际马拉松赛最终再回到槟威大桥举行，日期為2013年11月17日。